# This Bike is a Pipe Bomb
This Bike is a Pipe Bomb is een folkpunkband uit Pensacola, Florida, gevormd in 1997.

## Bijzonderheden
Fans van de band plakken vaak stickers met de bandnaam op hun fiets. In sommige gevallen heeft dit al geleid tot verwarring bij agenten die dachten dat de fiets echt een pijpbom bevatte, ontruimingen en een vernietiging van een fiets door een explosievenopruimingsdienst geleid.

## Bezetting
- Rymodee: gitaar, zang, harmonica
- Terry Jonson: basgitaar, zang
- Teddy Helmick: drums

## Discografie

### Albums
- Dance Party With... (2001)
- Front Seat Solidarity (2002)
- Three Way Tie For A Fifth (2004)

### Ep's en 10 inch
- Of Chivalry And Romance In A Dumpster (1997)
- Dance Party With... (2001)

### Singles en 7 inch
- This Bike is a Pipe Bomb (1997)
- Black Panther Party (2001)
- This Bike Is A Pipe Bomb/Carrie Nations split (2004)
- This Bike Is A Pipe Bomb/The Devil Is Electric split (2004)

## Voetnoot
1. ↑  Zie onder meer: Bike Sparks Scare At Ohio University en False alarm at The Oasis